# Jutta Walther-Schönherr
Jutta Walther-Schönherr (* 9. März 1928 in Marienberg; † 5. Januar 2016 in Dresden) war eine deutsche Grafikerin.

## Leben und Werk
Jutta Walther machte 1946 in Marienberg das Abitur. Von 1950 bis 1952 absolvierte sie in der Dresdner Menzler-Marsmann-Schule eine Ausbildung zur Gymnastiklehrerin. Dann arbeitete sie bis 1953 als solche. Von 1953 bis 1958 studierte sie bei Hans-Theo Richter und Lea Grundig an der Hochschule für Bildende Künste in Dresden. Einer ihrer Kommilitonen war Fred Walther, den sie heiratete. Nach dem Diplomabschluss war sie in Dresden und Radebeul freischaffend tätig, u. a. auch als Exlibris-Künstlerin.
Bis 1990 war Jutta Walther-Schönherr Mitglied des Verbands Bildender Künstler der DDR, dann bis 1994 des Sächsischen Künstlerbunds. Sie wurde auf dem Dresdner Alten Annenfriedhof beigesetzt.

## Werke (Auswahl)
- Zum Tag des Kindes (1959, Zyklus von Holzschnitten)

- Weißenfels, Leipziger Straße (1971, Federzeichnung, 21,1 × 29,7 cm; Museum Weißenfels)[1]
- Muscheln (1976, Federzeichnung)[2]

## Ausstellungen (unvollständig)

### Einzelausstellungen
- 1963: Altenburg/Thüringen, Lindenau-Museum (mit Fred Walther)
- 1974: Bernburg, Museum im Schloss (Radierungen)
- 1979: Dresden, Galerie Kühl (Zeichnungen und Druckgrafik)

### Teilnahme an zentralen und wichtigen regionalen Ausstellungen in der DDR
- 1960: Berlin, Pavillon der Kunst („Frauenschaffen und Frauengestalten in der bildenden Kunst. 50 Jahre Internationaler Frauentag“)
- 1961: Berlin, Akademie der Künste („Junge Künstler in der DAK“)
- 1969: Leipzig („Kunst und Sport“)
- 1974 und 1979: Dresden, Bezirkskunstausstellungen
- 1979: Schwerin, Staatliche Museen („Farbgrafik in der DDR“)
- 1984: Dresden, Galerie Kunst der Zeit („30 Jahre Kunst der Zeit“)